# ژولیو سزار روخا کوستا
ژولیو سزار روخا کوستا (به پرتغالی: Júlio César Rocha Costa) هافبک اهل برزیل است که در شهر سانتوس و در تاریخ ۱۲ مهٔ ۱۹۸۰ به دنیا آمده‌است.
ژولیو سزار روخا کوستا در تیم‌های فوتبال Bangu سابقهٔ حضور دارد.